# 内惟芸術中心駅
内惟芸術中心駅（ないいげいじゅつちゅうしんえき）は台湾高雄市鼓山区龍水里にある高雄捷運環状軽軌（高雄ライトレール）の駅。駅番号はC21A。高雄市立美術館敷地内南西端に位置する。

## 歴史
計画初期にはなかったが、2期建設開始後の2018年に線内38番目のC21A駅として追加設置が盛り込まれた。
- 2018年8月22日 - 美術館西駅として駅名決定[2]。
- 2021年4月7日 - 本駅設置に要する環境アセスメント差分審査が環境保護署の審議を通過[3]。
- 2022年8月 - 駅名が高雄市立美術館内に拡張される施設に由来する「内惟芸術中心」となる[4]。
- 2022年10月5日 - 開業[5][6]。

## 駅構造
単式ホーム2面2線の地上駅。本路線設置に伴う道路車線数を維持すべく美術館路の北寄り、高雄市立美術館敷地内に位置し、それぞれのホームは線路の北側に設置され、市立美術館に合わせた漣漪をイメージした白色の屋根が特色。
| 馬卡道路 |        |         |        |       |       |       |        |         |                                                   |                                                   |                                                   |                                                   |                                                   |                                                   |                                                   |                                                   |                  |
|          | Vroute |         |        |       |       |       |        |         |                                                   |                                                   |                                                   |                                                   |                                                   |                                                   |                                                   |                                                   |                  |
|          | Vroute |         | quaib  | quaib | quaib | quaib | quaib  | quaib   | 外回りホーム                                      | 外回りホーム                                      | 外回りホーム                                      | 外回りホーム                                      | 外回りホーム                                      | 外回りホーム                                      | 外回りホーム                                      | 外回りホーム                                      | 外回りホーム     |
| courbebg | voie   | sensg   | voie   | voie  | voie  | voie  | sensg  | voie    | ■環状軽軌 外回り 哈瑪星・籬仔内方面(台鉄美術館駅) | ■環状軽軌 外回り 哈瑪星・籬仔内方面(台鉄美術館駅) | ■環状軽軌 外回り 哈瑪星・籬仔内方面(台鉄美術館駅) | ■環状軽軌 外回り 哈瑪星・籬仔内方面(台鉄美術館駅) | ■環状軽軌 外回り 哈瑪星・籬仔内方面(台鉄美術館駅) | ■環状軽軌 外回り 哈瑪星・籬仔内方面(台鉄美術館駅) | ■環状軽軌 外回り 哈瑪星・籬仔内方面(台鉄美術館駅) | ■環状軽軌 外回り 哈瑪星・籬仔内方面(台鉄美術館駅) |                  |
|          |        |         | quaib  | quaib | quaib | quaib | quaib  | quaib   | 内回りホーム                                      | 内回りホーム                                      | 内回りホーム                                      | 内回りホーム                                      | 内回りホーム                                      | 内回りホーム                                      | 内回りホーム                                      | 内回りホーム                                      | 内回りホーム     |
| courbebg | sensd  | voie    | voie   | voie  | voie  | voie  | sensd  | voie    | ■環状軽軌 内回り 凱旋公園・籬仔内方面 (美術館駅)  | ■環状軽軌 内回り 凱旋公園・籬仔内方面 (美術館駅)  | ■環状軽軌 内回り 凱旋公園・籬仔内方面 (美術館駅)  | ■環状軽軌 内回り 凱旋公園・籬仔内方面 (美術館駅)  | ■環状軽軌 内回り 凱旋公園・籬仔内方面 (美術館駅)  | ■環状軽軌 内回り 凱旋公園・籬仔内方面 (美術館駅)  | ■環状軽軌 内回り 凱旋公園・籬仔内方面 (美術館駅)  | ■環状軽軌 内回り 凱旋公園・籬仔内方面 (美術館駅)  |                  |
|          | Vroute | flecheg | routeg | route | route | route | route  | route   | 美術館路（西行）                                  | 美術館路（西行）                                  | 美術館路（西行）                                  | 美術館路（西行）                                  | 美術館路（西行）                                  | 美術館路（西行）                                  | 美術館路（西行）                                  | 美術館路（西行）                                  | 美術館路（西行） |
|          | Vroute | route   | route  | route | route | route | routed | fleched | 美術館路（東行）                                  | 美術館路（東行）                                  | 美術館路（東行）                                  | 美術館路（東行）                                  | 美術館路（東行）                                  | 美術館路（東行）                                  | 美術館路（東行）                                  | 美術館路（東行）                                  | 美術館路（東行） |

## 駅周辺
- 高雄市立美術館（中国語版）
  - 内惟芸術中心
  - 内惟埤文化園区

## 隣の駅
高雄捷運
■環状軽軌
台鉄美術館駅 C20 - 内惟芸術中心駅 C21A - 美術館駅 C22